# Лесото на Светском првенству у атлетици у дворани 2012.
Лесото је трећи пут учествовао на Светском првенству у атлетици у дворани 2012. одржаном у Истанбулу од 9. до 11. марта. Репрезентацију Лесота представљао је један такмичар, који се такмичио у трци на 60 метара.
Лесото није освојио ниједну медаљу али је оборен национални рекорд.

## Учесници
Мушкарци:
- Мосито Лехата — 60 м

## Резултати

### Мушкарци
| Атлетичар     | Дисциплина | Лични рекорд | Квалификација | Квалификација | Полуфинале           | Полуфинале           | Финале               | Финале       | Детаљи |
| Атлетичар     | Дисциплина | Лични рекорд | Резултат      | Место         | Резултат             | Место                | Резултат             | Место        | Детаљи |
| ------------- | ---------- | ------------ | ------------- | ------------- | -------------------- | -------------------- | -------------------- | ------------ | ------ |
| Мосито Лехата | 60 м       | 7,34         | 7,00 НР       | 5. у гр. 7    | Није се квалификовао | Није се квалификовао | Није се квалификовао | 29 / 57 (61) |        |